# Hardstyle

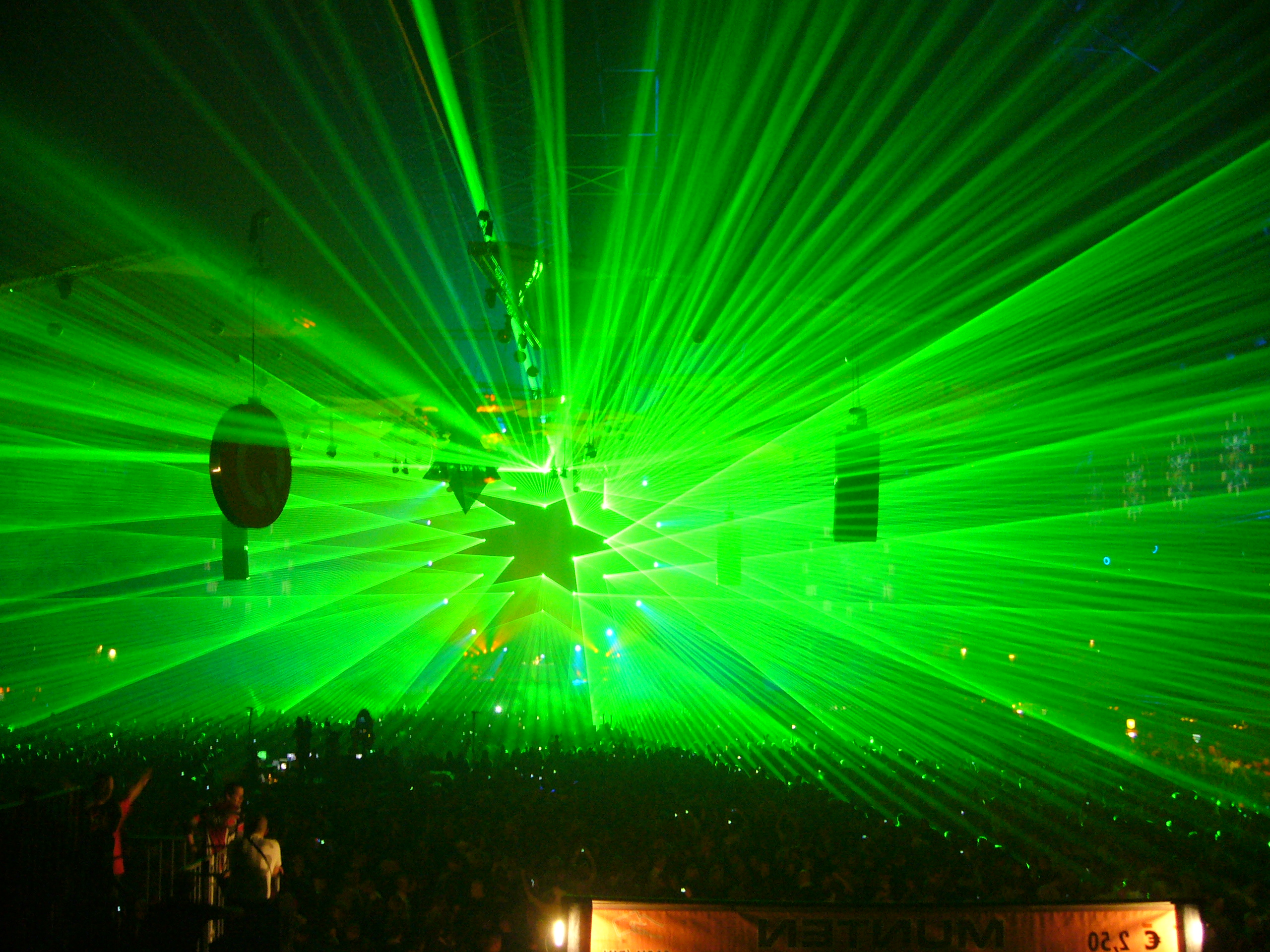
Lasershow och publikhav på musikevenemanget Qlimax 2008.

Hardstyle (uttal: [ˈhɑrdstaɪl]) är en musikgenre inom elektronisk dansmusik som uppstod runt 1999. Den är sprungen ur hardcore techno och gabber under inflytande av bland annat hardtrance och hard house med syfte att vara långsammare och mer dansvänlig.

## Bakgrund

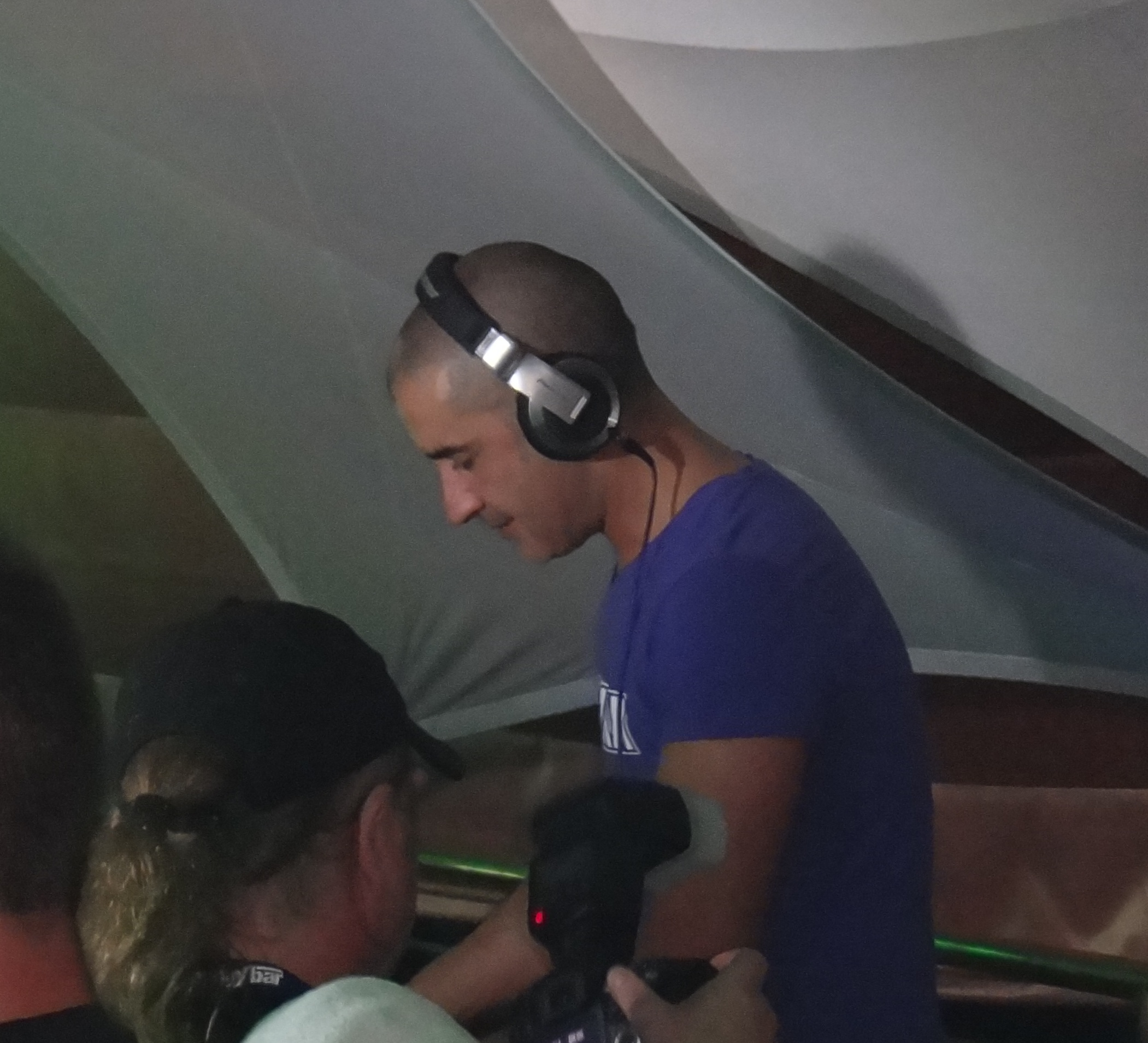
The Prophet, grundare av skivbolaget Scantraxx.

En pionjär inom hardstyle är den nederländska DJ:en Lady Dana, som redan 1999 började spela hardcore techno i ett långsammare tempo. Flera andra tidigare hardcoreartister följde hennes initiativ, bland dem DJ Pavo och The Prophet. Flera främst tyska skivbolag nappade, bland annat Tracid Traxx och Blutonium Records. The Prophet startade 2002 skivbolaget Scantraxx, specialiserat på just hardstyle.

## Musikalisk stil
Under 2000-talet har hardstyle utvecklats mer åt trancehållet, mer melodiös och inte lika mörk. Denna stil kallas ibland för nustyle för att skilja den från den äldre, mörkare stilen. Kvar från hardcore är främst de distorderade trummorna och vissa dissonanta instrument som "hoover sound". Det genomsnittliga tempot är ungefär 145 till 155 bpm (taktslag per minut), det vill säga runt 5-10 bpm långsammare än hardcore. Taktarten är i allmänhet 4/4. Ofta används trioler på åttondelsnoterna, vilket ger en karaktäristisk pulserande rytm. Typiskt är också utelämnandet av bastrumman under ett fåtal taktslag i början av en inledande takt vilket ger ett fördröjt klimax.
Sång var ovanligt i hardstyle, men har blivit mer förekommande under 2010-talet. Idag används både sång och talad text i musikstilen.
2010-talet var en viktig tid för hardstyle. Stilen växte rejält samtidigt som artister utvecklade sin musik till att bli mer lik populära elektronisk dansmusik-stilar så som house och dubstep. Detta ledde till att hardstyle började spelas på stora EDM-festivaler.

## Subgenrer

### Euforisk Hardstyle
Uppkom på tidigt 2010-tal som en fortsättning på musikstilens utveckling åt trance-hållet. Den innehåller generellt mer melodi och sång än traditionell hardstyle.

### Rawstyle
Uppkom runt 2011 som ett svar på euforisk hardstyle. Denna stil innehåller mörkare melodier och influenser från tidig hardstyle och holländsk hardcore.

### Euforisk Frenchcore
Uppkom under sent 2010-tal som en blandning mellan hardstyle och frenchcore. Denna stil har ett bpm runt 200 och kombinerar ofta klassiska melodier med en disorterad bas-gång.

## Betydande Event
- Defqon.1
- Hardbass
- Qlimax
- Reverze

## Betydande skivbolag
- Art of Creation
- Blutonium Records
- Dirty Workz
- Dutch Master Works
- Fusion Records
- Q-Dance
- Roughstate
- Scantraxx
- Spoontech
- Theracords